# Sylvain Estibal

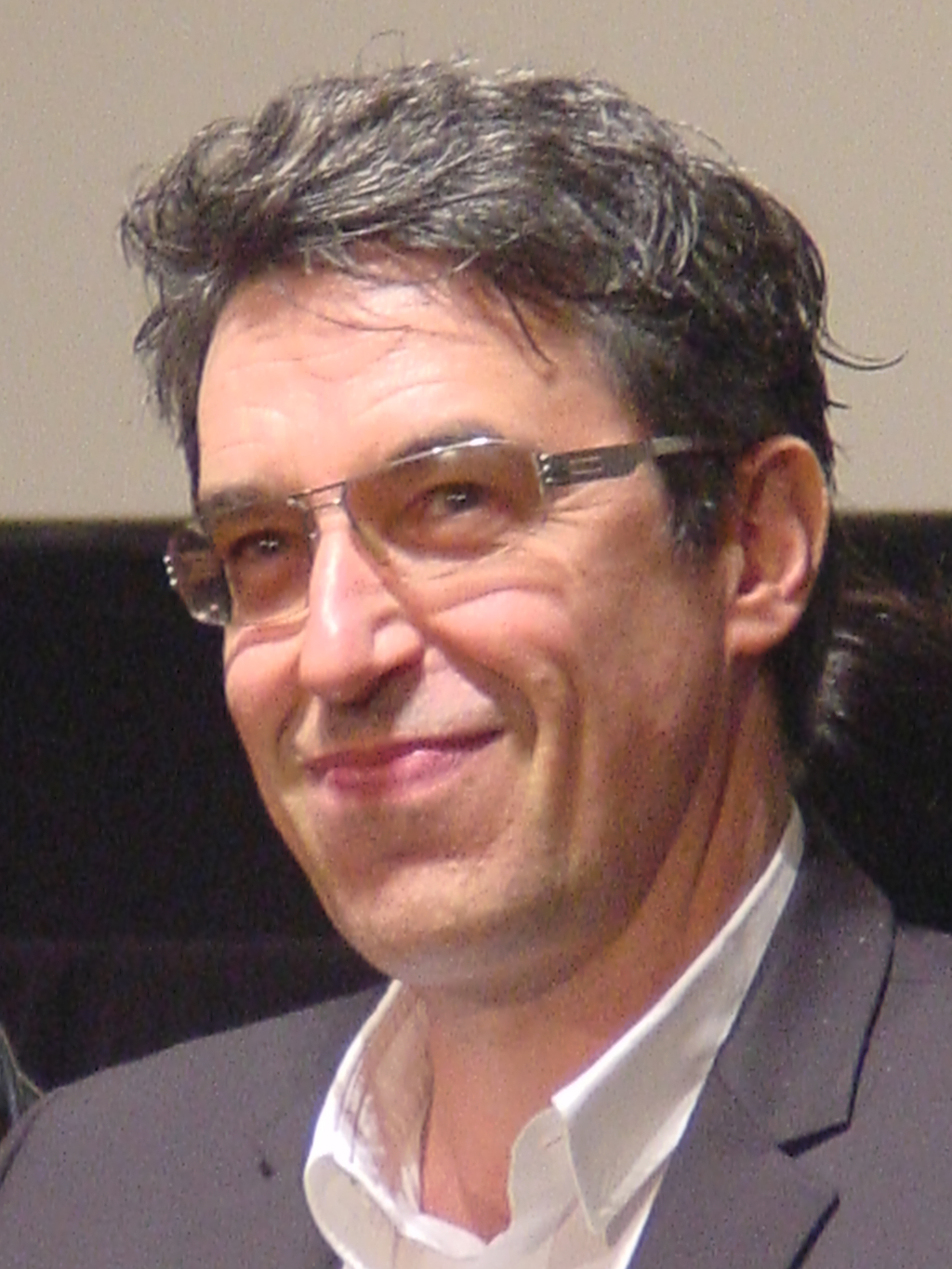
Sylvain Estibal (2011)

Sylvain Estibal (* 1967 in Uruguay) ist ein französischer Journalist, Schriftsteller und Regisseur. Bekannt wurde er durch den Kinofilm Das Schwein von Gaza (Originaltitel: Le Cochon de Gaza), der 2012 den Preis César für das beste Erstlingswerk erhielt.
Er ist Autor mehrerer Bücher über die Wüste. Darunter ist ein Roman über die letzten Tage im Leben des legendären Piloten Bill Lancaster, der 2009 mit Guillaume Canet und Marion Cotillard in den Hauptrollen verfilmt wurde.
Seit 2007 arbeitet Estibal als Leiter der Fotoredaktion für die lateinamerikanische Abteilung der Agence France-Presse.

## Veröffentlichungen
- Verschollen in der Wüste. Bill Lancasters legendärer Afrika-Flug. Malik Verlag, München 2006, ISBN 978-3-89029-282-3
- Le dernier vol de Lancaster, Babel Verlag, ISBN 2-7427-5322-2
- Méharées: explorations au vrai Sahara, 1994, ISBN 2-7609-2166-2
- Terre et ciel, Interviews mit Théodore Monod, Actes Sud, 1997.
- Naufragée 2007, ISBN 2-8442-0524-0
- Eternel, 2009, Actes Sud ISBN 978-2-74278-281-9